# Al-Shabab Club Stadium
Das Al-Shabab Club Stadium (arabisch استاد نادي الشباب) ist ein Fußballstadion in der saudi-arabischen Hauptstadt Riad. Es ist die Heimspielstätte des Fußballvereins al-Shabab (Saudi Professional League). Es bietet 15.000 Sitzplätze.

## Geschichte
Der ursprüngliche Bau, das Prince Khalid bin Sultan Stadium im Nordwesten von Riad, wurde 1984 eröffnet und besaß eine Leichtathletikanlage und zwei Längstribünen. Die Haupttribüne im Westen war überdacht. Es war Teil eines größeren Sportkomplexes, zu dem auch eine Sporthalle mit Platz für 600 Zuschauer, Trainingsplätze und der Sitz des Clubs al-Shabab gehörte. Es war nach dem Präsidenten des Vereins, Khalid bin Sultan Al Saud, benannt. Als Hauptspielstätte nutzte der Club das sehr viel größere King Fahd International Stadium. Im Juni 2021 gab das saudi-arabische Sportministerium Planungen bekannt, um drei kleinere Stadien im Land zu modernisieren. Neben dem Al-Shabab Club Stadium standen das Al-Ettifaq Club Stadium des al-Ettifaq in Dammam und das Al-Fateh SC Stadium des al-Fateh SC in Hofuf auf der Liste.
Durch die Entscheidung des Sportministeriums begann im September 2021 die Modernisierung. Im Rahmen des Umbaus wurde die Leichtathletikanlage entfernt und hinter den Toren zwei Ränge errichtet. Die beiden vorhandenen Tribünen wurden renoviert und die Gegentribüne erhielt unten zusätzliche Reihen. Trotzdessen liegen die alten Ränge, aufgrund der früheren Leichtathletikanlage, weit vom Spielfeldrand entfernt. Alle vier Ränge sind umlaufend mit einem weißen Membrandach überdacht, dass die unteren Reihen aber nicht ganz abdeckt. Die Kunststoffsitze auf den Rängen sind in Weiß und Schwarz, auf den Hintertortribünen mosaikartig, angeordnet. Des Weiteren wurde eine Flutlichtanlage auf vier Masten in den Ecken aufgestellt. In zwei Ecken unter dem Dach sind Videoanzeigetafeln aufgestellt. Die Haupttribüne verfügt u. a. über luxuriöse V.I.P.-Logen. Der Bau kostete 52,475 Mio. Saudi-Riyal (rund 12,88 Mio. Euro).
Ursprünglich sollte die Renovierung im Juli 2022 abgeschlossen sein, wurde aber später auf Januar 2023 verschoben. Es dauerte aber noch bis zum Herbst des Jahres bis die Eröffnung gefeiert werden konnte. Der al-Shabab veranstaltete am 31. August das erste Training in der renovierten Anlage mit einer begrenzten Anzahl von Zuschauern. Die offizielle Eröffnung fand am 21. Oktober 2023 im Rahmen des 10. Spieltags der Saudi Professional League 2023/24 statt. Zu Gast war der al-Tai FC aus Ha'il, den al-Shabab mit 2:0 bezwang.